# 適応的差分パルス符号変調
適応的差分パルス符号変調（adaptive differential pulse code modulation：ADPCM、適応的差分PCM あるいは 適応差分PCM）とは自然信号に対する圧縮方式の一つである。主に音声信号に用いられる。
過去に復号された信号標本と現在の信号標本との差分信号を符号化する差分パルス符号変調（DPCM、差分PCM）を改良し、量子化幅を適応的に変化させるものである。

## 特徴
- ADPCMは、信号の性質によって変化する適応予測と差分信号の量子化ステップ幅が信号の振幅によって変化する適応量子化の両方を用いることを特徴とする。
- PCMと同様に実時間で圧縮記録、展開が行え、且つ整数演算のみで高性能な制御回路も必要としない為、様々な音声装置に採用されている方式である。
- 標本化周波数8kHzの音声信号用としてはITU-T G.726が使用されており、1サンプルあたり2から5ビットに量子化される。G.726では、過去2サンプルの復号信号と過去6サンプルの量子化された差分信号より予測信号を求める。また、適応動作が2ビットのみで行われるエンベデッド符号化方式が採用されている。
- ADPCMの音声品質は、32kb/sで56kb/s μ-law PCMと同等であると言われている。
- このように、圧縮率ではMP3やAACに劣るが高速な圧縮展開が可能であることと、処理遅延が非常に小さいため、規則音声合成回路等、データ量の削減とデータ展開の高速性といった相反する要求を一度に満たす必要がある装置には多くの場合ADPCM方式が採用されている。
- Bluetoothオーディオコーデックの一種である「aptX」では、ADPCMの技術が応用されている。
- ビットレートは40、32、24、16kb/sである[1]。

## 利用例
- テレビ電話
- HV-300
- PHS
- X68000
- YM2608
- スーパーファミコン
- PlayStation
- PlayStation 2
- Wii
- aptX

パソコンではMP3が普及するまでRealAudioと並び主流の圧縮形式であった。